# Arsen Anatoljewitsch Rewasow

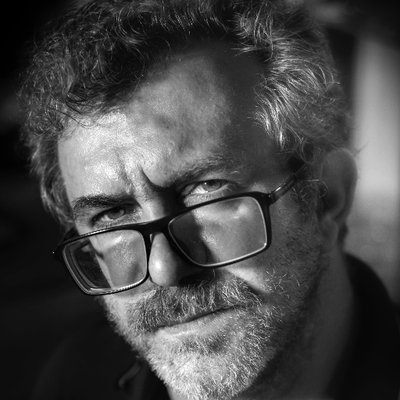
Arsen Anatoljewitsch Rewasow, 2018

Arsen Anatoljewitsch Rewasow (russisch Арсен Анатольевич Ревазов; * 12. Dezember 1966 in Moskau) ist ein russischer Schriftsteller.

## Leben
Nach einem Studium der Medizin in Moskau promovierte er in Israel im Fach Psychologie und lebt heute als Leiter einer Werbeagentur in Moskau.
Sein erster und bisher einziger Roman erschien 2005 unter dem Titel Odinotshestvo-12 (Einsamkeit 12) bei Ad Marginem Press in Moskau und hatte großen Erfolg bei Kritikern und Lesern.

## Werke
- Der schwarze Gral. Roman. Blanvalet, München 2007, ISBN 978-3-442-36568-5 (übersetzt von Anna Serafin).